# Llista de monuments de Sant Martí de Llémena
Llista de monuments de Sant Martí de Llémena inclosos en l'Inventari del Patrimoni Arquitectònic Català pel municipi de Sant Martí de Llémena (Gironès). Inclou els inscrits en el Registre de Béns Culturals d'Interès Nacional (BCIN) amb la classificació de monuments històrics, els Béns Culturals d'Interès Local (BCIL) de caràcter immoble i la resta de béns arquitectònics integrants del patrimoni cultural català.
| Monument                                                      | Protecció    | Estil/època                         | Localització                                                                             | Coordenades                                          | Codi?         | Imatge |
| ------------------------------------------------------------- | ------------ | ----------------------------------- | ---------------------------------------------------------------------------------------- | ---------------------------------------------------- | ------------- | --- |
| Castell de Granollers de Rocacorba                            | BCIN 1517-MH | XVII                                | Sant Martí de Llémena Granollers de Rocacorba                                            | 42° 04′ 06″ N, 2° 39′ 07″ E / 42.068347°N,2.651889°E | RI-51-0006095 | Castell de Granollers de Rocacorba (Sant Martí de Llémena) · Vegeu més fotos d'aquest monument · Carregueu una nova foto d'aquest monument                            |
| Masia fortificada la Sala                                     | BCIN 1518-MH | Obra popular XVIII-XIX              | Sant Martí de Llémena Granollers de Rocacorba                                            | 42° 03′ 25″ N, 2° 39′ 08″ E / 42.056848°N,2.652113°E | RI-51-0001366 | Masia fortificada la Sala (Sant Martí de Llémena) · Vegeu més fotos d'aquest monument · Carregueu una nova foto d'aquest monument                                     |
| Masia fortificada Can Solà                                    | BCIN 1519-MH | Obra popular XVII-XVIII             | Sant Martí de Llémena Pla de Sant Joan                                                   | 42° 01′ 23″ N, 2° 40′ 44″ E / 42.023088°N,2.678974°E | RI-51-0006845 | Carregueu una nova foto d'aquest monument |
| Masia fortificada Can Peradalta                               | BCIN 1520-MH | Obra popular, gòtic XVII-XIX        | Sant Martí de Llémena Pla de Sant Joan                                                   | 42° 01′ 02″ N, 2° 40′ 53″ E / 42.017126°N,2.681527°E | RI-51-0006846 | Carregueu una nova foto d'aquest monument |
| Torre de guaita                                               | BCIN 1843-MH |                                     | Sant Martí de Llémena                                                                    | 42° 02′ 11″ N, 2° 38′ 51″ E / 42.03629°N,2.64746°E   | RI-51-0006847 | Carregueu una nova foto d'aquest monument |
| Església parroquial de Sant Martí                             |              | Medieval                            | Sant Martí de Llémena                                                                    | 42° 02′ 10″ N, 2° 38′ 50″ E / 42.0362°N,2.6471°E     | IPA-21801     | Església parroquial de Sant Martí (Sant Martí de Llémena) · Vegeu més fotos d'aquest monument · Carregueu una nova foto d'aquest monument                             |
| Rectoria de Sant Martí                                        |              | Obra popular XVIII                  | Sant Martí de Llémena                                                                    | 42° 02′ 12″ N, 2° 38′ 50″ E / 42.03657°N,2.64725°E   | IPA-21802     | Rectoria de Sant Martí (Sant Martí de Llémena) · Vegeu més fotos d'aquest monument · Carregueu una nova foto d'aquest monument                                        |
| Can Pere Vila                                                 |              | Obra popular XVIII                  | Sant Martí de Llémena                                                                    | 42° 02′ 10″ N, 2° 38′ 50″ E / 42.03605°N,2.64713°E   | IPA-21803     | Carregueu una nova foto d'aquest monument |
| Can Gifré                                                     |              | Obra popular XVIII                  | Sant Martí de Llémena                                                                    | 42° 01′ 35″ N, 2° 39′ 39″ E / 42.02647°N,2.66092°E   | IPA-21804     | Carregueu una nova foto d'aquest monument |
| Can Jordi                                                     |              | Obra popular XVII                   | Sant Martí de Llémena                                                                    | 42° 01′ 54″ N, 2° 39′ 27″ E / 42.03169°N,2.65741°E   | IPA-21805     | Carregueu una nova foto d'aquest monument |
| Can Martí                                                     |              | Obra popular XVIII Final            | Sant Martí de Llémena                                                                    | 42° 02′ 30″ N, 2° 38′ 25″ E / 42.04179°N,2.64024°E   | IPA-21806     | Carregueu una nova foto d'aquest monument |
| Masia Can Nerós, o conjunt del mas Arós                       | BCIL 2010    | Obra popular, eclecticisme XVII, XX | Sant Martí de Llémena                                                                    | 42° 02′ 24″ N, 2° 38′ 59″ E / 42.03992°N,2.64973°E   | IPA-21807     | Masia Can Nerós (Sant Martí de Llémena) · Vegeu més fotos d'aquest monument · Carregueu una nova foto d'aquest monument                                               |
| Molí de Mas Arós                                              |              | Obra popular, eclecticisme XVI      | Sant Martí de Llémena                                                                    | 42° 02′ 30″ N, 2° 38′ 35″ E / 42.0417°N,2.64312°E    | IPA-21810     | Carregueu una nova foto d'aquest monument |
| Palanca del molí de Mas Arós                                  |              | Obra popular XX                     | Sant Martí de Llémena                                                                    | 42° 02′ 30″ N, 2° 38′ 34″ E / 42.04167°N,2.6428°E    | IPA-21811     | Carregueu una nova foto d'aquest monument |
| Can Reixac de Pagés                                           |              | Obra popular XVIII                  | Sant Martí de Llémena Camí prop del nucli de Sant Martí                                  | 42° 01′ 58″ N, 2° 38′ 55″ E / 42.03285°N,2.6485°E    | IPA-21812     | Carregueu una nova foto d'aquest monument |
| Can Roure                                                     |              | Obra popular XVIII, XX              | Sant Martí de Llémena Camí que neix de la ctra. de Sant Martí                            | 42° 01′ 46″ N, 2° 39′ 18″ E / 42.02934°N,2.6549°E    | IPA-21813     | Carregueu una nova foto d'aquest monument |
| Can Tallada                                                   |              | Obra popular XVII                   | Sant Martí de Llémena Camí que neix de la ctra. a Sant Martí                             | 42° 01′ 56″ N, 2° 39′ 04″ E / 42.03225°N,2.65107°E   | IPA-21814     | Carregueu una nova foto d'aquest monument |
| Can Verdaguer                                                 |              | Obra popular XVII                   | Sant Martí de Llémena Camí que neix de la ctra. a Sant Martí                             | 42° 01′ 42″ N, 2° 39′ 23″ E / 42.02824°N,2.65638°E   | IPA-21816     | Carregueu una nova foto d'aquest monument |
| Mas Vila                                                      |              | Obra popular XVII                   | Sant Martí de Llémena Camí que neix de la ctra. a Sant Martí                             | 42° 02′ 35″ N, 2° 38′ 29″ E / 42.04312°N,2.64131°E   | IPA-21818     | Carregueu una nova foto d'aquest monument |
| Mas Arbreda                                                   |              | Obra popular XVII                   | Sant Martí de Llémena Granollers de Rocacorba                                            | 42° 02′ 54″ N, 2° 38′ 18″ E / 42.04834°N,2.63847°E   | IPA-21820     | Carregueu una nova foto d'aquest monument |
| Can Boix                                                      |              | Obra popular XIX                    | Sant Martí de Llémena Granollers de Rocacorba                                            | 42° 03′ 25″ N, 2° 38′ 53″ E / 42.05688°N,2.64808°E   | IPA-21821     | Carregueu una nova foto d'aquest monument |
| Can Bosch Vell                                                |              | Obra popular XVIII                  | Sant Martí de Llémena Granollers de Rocacorba                                            | 42° 03′ 31″ N, 2° 39′ 07″ E / 42.05874°N,2.65204°E   | IPA-21822     | Carregueu una nova foto d'aquest monument |
| Can Company                                                   |              | Obra popular XVIII Final            | Sant Martí de Llémena Granollers de Rocacorba                                            | 42° 03′ 22″ N, 2° 38′ 51″ E / 42.05606°N,2.64741°E   | IPA-21824     | Carregueu una nova foto d'aquest monument |
| La Coromina                                                   |              | Obra popular XVI                    | Sant Martí de Llémena Granollers de Rocacorba                                            | 42° 03′ 47″ N, 2° 39′ 08″ E / 42.06309°N,2.65214°E   | IPA-21826     | Carregueu una nova foto d'aquest monument |
| Manso Feliu                                                   |              | Obra popular XVIII                  | Sant Martí de Llémena Granollers de Rocacorba                                            | 42° 03′ 15″ N, 2° 38′ 52″ E / 42.05408°N,2.64772°E   | IPA-21827     | Carregueu una nova foto d'aquest monument |
| Molí Glòria o Molí d'en Sala                                  |              | Obra popular XVI, XX                | Sant Martí de Llémena Granollers de Rocacorba                                            | 42° 02′ 56″ N, 2° 38′ 05″ E / 42.0488°N,2.63476°E    | IPA-21828     | Molí d'en Sala (Sant Martí de Llémena) · Vegeu més fotos d'aquest monument · Carregueu una nova foto d'aquest monument                                                |
| Can Ribes                                                     |              | Obra popular XVII                   | Sant Martí de Llémena Granollers de Rocacorba                                            | 42° 04′ 22″ N, 2° 38′ 50″ E / 42.07283°N,2.64735°E   | IPA-21829     | Carregueu una nova foto d'aquest monument |
| La Cabana d'en Rourell                                        |              | Obra popular XX                     | Sant Martí de Llémena Granollers de Rocacorba                                            | 42° 04′ 08″ N, 2° 39′ 03″ E / 42.06881°N,2.65085°E   | IPA-21830     | La Cabana d'en Rourell (Sant Martí de Llémena) · Vegeu més fotos d'aquest monument · Carregueu una nova foto d'aquest monument                                        |
| La Salica                                                     |              | Obra popular XVIII                  | Sant Martí de Llémena Granollers de Rocacorba                                            | 42° 03′ 44″ N, 2° 39′ 48″ E / 42.06217°N,2.66335°E   | IPA-21833     | Carregueu una nova foto d'aquest monument |
| Ermita de Sant Julià                                          |              | Obra popular XIX                    | Sant Martí de Llémena Granollers de Rocacorba                                            | 42° 03′ 41″ N, 2° 39′ 09″ E / 42.0615°N,2.65256°E    | IPA-21835     | Ermita de Sant Julià (Sant Martí de Llémena) · Vegeu més fotos d'aquest monument · Carregueu una nova foto d'aquest monument                                          |
| Església parroquial de Santa Maria de Granollers de Rocacorba |              | Barroc XVIII                        | Sant Martí de Llémena Granollers de Rocacorba                                            | 42° 04′ 07″ N, 2° 39′ 07″ E / 42.0685°N,2.65197°E    | IPA-21836     | Església parroquial de Santa Maria de Granollers de Rocacorba (Sant Martí de Llémena) · Vegeu més fotos d'aquest monument · Carregueu una nova foto d'aquest monument |
| Rectoria de Granollers de Rocacorba                           |              | Obra popular XVIII                  | Sant Martí de Llémena Granollers de Rocacorba                                            | 42° 04′ 06″ N, 2° 39′ 06″ E / 42.06836°N,2.65169°E   | IPA-21838     | Carregueu una nova foto d'aquest monument |
| Can Sorna                                                     |              | Obra popular XVII                   | Sant Martí de Llémena Granollers de Rocacorba                                            | 42° 03′ 12″ N, 2° 38′ 22″ E / 42.05322°N,2.63953°E   | IPA-21839     | Carregueu una nova foto d'aquest monument |
| Pallissa de Can Teixidor                                      |              | Obra popular XX                     | Sant Martí de Llémena Granollers de Rocacorba                                            | 42° 03′ 08″ N, 2° 38′ 18″ E / 42.0521°N,2.63844°E    | IPA-21841     | Carregueu una nova foto d'aquest monument |
| Casa Vella                                                    |              | Obra popular XVIII                  | Sant Martí de Llémena Granollers de Rocacorba                                            | 42° 03′ 26″ N, 2° 38′ 33″ E / 42.05728°N,2.6424°E    | IPA-21842     | Carregueu una nova foto d'aquest monument |
| Ca l'Alcalde                                                  |              | Obra popular XVIII                  | Sant Martí de Llémena Llorà                                                              | 42° 01′ 08″ N, 2° 42′ 27″ E / 42.01887°N,2.70762°E   | IPA-21844     | Carregueu una nova foto d'aquest monument |
| Porta de Can Camps                                            |              | Obra popular XVIII                  | Sant Martí de Llémena Llorà                                                              |                                                      | IPA-21845     | Carregueu una nova foto d'aquest monument |
| Molí d'en Carreras                                            |              | Obra popular XVIII                  | Sant Martí de Llémena Llorà                                                              | 42° 01′ 12″ N, 2° 42′ 11″ E / 42.01987°N,2.70305°E   | IPA-21846     | Carregueu una nova foto d'aquest monument |
| Can Gatzius                                                   |              | Barroc XVIII Mitjan                 | Sant Martí de Llémena Llorà                                                              | 42° 01′ 41″ N, 2° 41′ 58″ E / 42.02802°N,2.6994°E    | IPA-21847     | Carregueu una nova foto d'aquest monument |
| Can Mengol                                                    |              | Obra popular XIX                    | Sant Martí de Llémena Llorà                                                              | 42° 01′ 16″ N, 2° 41′ 36″ E / 42.02118°N,2.69344°E   | IPA-21848     | Carregueu una nova foto d'aquest monument |
| Mas Ribes                                                     |              | Obra popular XVIII, XX              | Sant Martí de Llémena Llorà                                                              | 42° 00′ 54″ N, 2° 42′ 43″ E / 42.01499°N,2.71182°E   | IPA-21849     | Carregueu una nova foto d'aquest monument |
| Can Roca                                                      |              | Obra popular XVIII, XX              | Sant Martí de Llémena Llorà                                                              | 42° 01′ 37″ N, 2° 42′ 05″ E / 42.02692°N,2.70125°E   | IPA-21850     | Can Roca (Sant Martí de Llémena) · Vegeu més fotos d'aquest monument · Carregueu una nova foto d'aquest monument                                                      |
| Església de Sant Pere de Llorà                                |              | Romànic XI                          | Sant Martí de Llémena Llorà, sobre la carretera a les Planes d'Hostoles per Sant Gregori | 42° 01′ 14″ N, 2° 42′ 25″ E / 42.02045°N,2.70703°E   | IPA-21851     | Església de Sant Pere de Llorà (Sant Martí de Llémena) · Vegeu més fotos d'aquest monument · Carregueu una nova foto d'aquest monument                                |
| Rectoria de Llorà                                             |              | Obra popular XIX                    | Sant Martí de Llémena Llorà                                                              | 42° 01′ 15″ N, 2° 42′ 24″ E / 42.02084°N,2.70675°E   | IPA-21852     | Carregueu una nova foto d'aquest monument |
| Mas Abellar                                                   |              | Obra popular XVIII                  | Sant Martí de Llémena Peradalta o Pla de Sant Joan                                       | 42° 01′ 34″ N, 2° 40′ 20″ E / 42.02622°N,2.67223°E   | IPA-21855     | Carregueu una nova foto d'aquest monument |
| Can Bondia                                                    |              | Obra popular XIX                    | Sant Martí de Llémena Peradalta o Pla de Sant Joan                                       | 42° 01′ 17″ N, 2° 40′ 48″ E / 42.02137°N,2.6799°E    | IPA-21856     | Carregueu una nova foto d'aquest monument |
| Pallissa de Can Bosch                                         |              | Obra popular XIX                    | Sant Martí de Llémena Peradalta - Pla de Sant Joan                                       |                                                      | IPA-21857     | Carregueu una nova foto d'aquest monument |
| Cal Ferrer                                                    |              | Obra popular XVIII                  | Sant Martí de Llémena Pla de Sant Joan - Peradalta                                       | 42° 01′ 13″ N, 2° 40′ 48″ E / 42.02021°N,2.67999°E   | IPA-21858     | Carregueu una nova foto d'aquest monument |
| Mas Maynegre                                                  |              | Gòtic, obra popular XVII            | Sant Martí de Llémena Pla de Sant Joan - Peradalta                                       | 42° 01′ 18″ N, 2° 40′ 47″ E / 42.02158°N,2.67965°E   | IPA-21859     | Carregueu una nova foto d'aquest monument |
| Pallisses de Mas Peradalta                                    |              | Obra popular XVII, XIX              | Sant Martí de Llémena Pla de Sant Joan - Peradalta                                       | 42° 01′ 01″ N, 2° 40′ 52″ E / 42.0169°N,2.68123°E    | IPA-21860     | Carregueu una nova foto d'aquest monument |
| Mas Puig                                                      |              | Obra popular XVIII                  | Sant Martí de Llémena Peradalta - Pla de Sant Joan                                       | 42° 01′ 12″ N, 2° 40′ 50″ E / 42.02002°N,2.68064°E   | IPA-21862     | Carregueu una nova foto d'aquest monument |
| Capella de Sant Joan del Pla                                  |              | Romànic XII                         | Sant Martí de Llémena Peradalta - Pla de Sant Joan                                       | 42° 01′ 25″ N, 2° 40′ 45″ E / 42.02361°N,2.67903°E   | IPA-21863     | Capella de Sant Joan (Sant Martí de Llémena) · Vegeu més fotos d'aquest monument · Carregueu una nova foto d'aquest monument                                          |
| Capella de Sant Medir                                         |              | Romànic XII                         | Sant Martí de Llémena Peradalta - Pla de Sant Joan                                       | 42° 01′ 11″ N, 2° 41′ 27″ E / 42.01983°N,2.6909°E    | IPA-21864     | Capella de Sant Medir (Sant Martí de Llémena) · Vegeu més fotos d'aquest monument · Carregueu una nova foto d'aquest monument                                         |
| Església de Santa Cecília de les Serres                       |              | Barroc XVIII, XI                    | Sant Martí de Llémena Veïnat de les Serres                                               | 41° 59′ 58″ N, 2° 40′ 18″ E / 41.99958°N,2.67172°E   | IPA-36734     | Església de Santa Cecília de les Serres (Sant Martí de Llémena) · Vegeu més fotos d'aquest monument · Carregueu una nova foto d'aquest monument                       |
| Capella de Sant Nazari                                        |              | XVIII                               | Sant Martí de Llémena A l'altre costat de la riera Llémena, a les Vinyes de Sant Nazari  | 42° 02′ 04″ N, 2° 39′ 46″ E / 42.03457°N,2.66269°E   | IPA-38412     | Capella de Sant Nazari (Sant Martí de Llémena) · Vegeu més fotos d'aquest monument · Carregueu una nova foto d'aquest monument                                        |
| Molí de Camperedalta o de Can Peredalta                       |              | Obra popular XVIII                  | Sant Martí de Llémena Pla de Sant Joan                                                   |                                                      | IPA-42922     | Carregueu una nova foto d'aquest monument |
| Forn de calç Canperedalta                                     |              | Obra popular XVIII                  | Sant Martí de Llémena Pla de Sant Joan                                                   |                                                      | IPA-42937     | Carregueu una nova foto d'aquest monument |
| Forn de calç Can Ferreret o de Can Japanda                    |              | Obra popular XVIII, XIX             | Sant Martí de Llémena Can Japanda, Pla de Sant Martí                                     |                                                      | IPA-42939     | Carregueu una nova foto d'aquest monument |
| Forn de calç Nus de Pedra                                     |              | Obra popular XVIII                  | Sant Martí de Llémena Nus de Pedra                                                       |                                                      | IPA-42941     | Carregueu una nova foto d'aquest monument |
| Forn de calç Sant Nazari o de Can Bosc                        |              | Obra popular XVIII, XIX             | Sant Martí de Llémena Can Bosc, torrent del Bosquerós                                    |                                                      | IPA-42942     | Carregueu una nova foto d'aquest monument |
| Molí d'en Medir                                               |              | Obra popular XVIII, XIX             | Sant Martí de Llémena Can Bosc, torrent del Bosquerós                                    |                                                      | IPA-42962     | Carregueu una nova foto d'aquest monument |
| Pou de glaç Mas Llober o Sant Nazari                          |              | Obra popular XVIII, XIX             | Sant Martí de Llémena Sant Nazari                                                        |                                                      | IPA-42981     | Carregueu una nova foto d'aquest monument |